# 四次元への招待
四次元への招待（よじげんへのしょうたい、原題：Night Gallery）は、ロッド・サーリングのアイデアに基づいて製作されたテレビドラマシリーズ。
アメリカ合衆国では1970年、日本では第1シーズン（全6話）が1973年11月から同年12月、翌1974年6月に放映された。テレビドラマ「ミステリー・ゾーン」と同じくロッド・サーリングが脚本とホストを務める（日本版吹替：大木民夫）。
パイロット版の「四次元への招待」は1969年に製作・放映されたもので、日本では「怪奇! 真夏の夜の夢」というタイトルで1972年7月29日、テレビ朝日「土曜映画劇場」で放映。オムニバス全3話（1話「復讐の絵画（監督：ボリス・セイガル）」2話「アイズ（監督：スティーヴン・スピルバーグ）」3話「絵になった男（監督：バリー・シアー）」）中、「土曜映画劇場」は90分枠番組（賞味75分未満）だったので3話全部は入らなかったので、怪奇色がもっとも薄いスピルバーグ演出の第2話「アイズ」をカットした。